# Calidris pusilla
Calidris pusillaは、非常に小さなシギチドリである。属名の Calidris は、古代ギリシャ語の kalidris または skalidris に由来する。これは、アリストテレスが灰色の水辺の鳥に使用した用語である。 種小名の pusilla はラテン語で「非常に小さい」を意味する 。和名はヒレアシトウネン。 
この鳥は Erolia の他の「スティント」と分けられることがある。これらは明らかに単系統のグループを形成するが、 Erolia 以前に Ereunetes が提案されていたことがある。

## 説明
この鳥は体長13〜15cm、体重が約20-32 g の小型のシギである 。成鳥は黒い脚と短く丈夫でまっすぐな黒い嘴を持つ。胴体の上部はダークグレーブラウン、下部が白色であり、頭と首は薄い灰色がかった茶色である。この鳥は、類似する他の小型シギチドリ類、特にヒメハマシギと見分けるのが困難な場合がある。これらは総称して「ピープ」または「 スティント 」と呼ばれる。 

## 繁殖と生息地
彼らの繁殖地はカナダの南ツンドラとアラスカの水辺である。 彼らは地面に巣を作る。雄はいくつかの浅い擦り傷を作り、雌は1つを選択し、草などの材料を追加して巣を並べる。雌は4個の卵を産み、雄は孵化を助ける。 数日後、雌は雄と共に幼鳥を残して巣を去る。幼鳥は自ら餌を得る。 
この鳥は干潟で餌を探し、視覚と嘴の触覚で食べ物を拾う。彼らは主に水生昆虫や甲殻類を食べる。 

## ステータスと移行
この鳥は長距離を移動する渡り鳥であり、南アメリカ沿岸で越冬し、一部は米国南部に行く。 彼らの群れは数十万に達することがあり、特にファンディ湾やデラウェア湾などの好条件の給餌場所に移動する。 極一部は定期的に西ヨーロッパに飛来する。 
これらの鳥は、非常に多数であるが、渡りの間、少数の主要な立ち寄りの生息地、特にファンディ湾の一部であるシェポディ湾沿いのメアリーズ ポイントとジョンソンズミルズに大きく依存している 。7月と8月の間、カナダ自然保護局は、ニューブランズウィック州のジョンソンズミルズでこれらのシギチドリ類に関する情報センターを運営している 。 